# Ollie Callan
Oliver Callan (Londres, Inglaterra, 20 de julio de 2000), más conocido como Ollie Callan, es un jugador profesional inglés-australiano de rugby que se desempeña en la posición de ala cerrado en Western Force, equipo perteneciente a la liga Súper Rugby.

## Carrera
En 2019, Callan se unió al equipo Western Force, donde lleva jugando cinco temporadas. También fue parte de la segunda selección de rugby australiana, Australia A.